# 児玉忠康
児玉 忠康（こだま ただやす、1898年7月29日 - 1990年10月27日）は、日本の経営者。日本郵船社長、会長を務めた。東京都出身。広幡忠朝の三男として生まれ、兒玉秀雄の婿養子となった。

## 経歴
1922年に京都帝国大学経済学部を卒業し、同年に日本郵船に入社。1947年1月に取締役に就任し、1952年12月に常務を経て、1958年11月に副社長に就任し、1961年1月には社長に昇格。1965年11月に会長に就任し、1971年5月には相談役に就任。
1990年10月27日肺炎のために東京都新宿区の国立病院医療センターで死去。92歳没。墓所は多磨霊園(8-1-17-1)

## 栄誉
- 藍綬褒章(1963年)
- 輸出振興功労者総理大臣賞(1964年)
- 勲二等旭日重光章(1968年)
- 勲一等瑞宝章(1974年)